# Yoseph Adamsegeo
Yoseph Adamsegeo es un deportista etíope que compitió en taekwondo. Ganó una medalla de plata en el Campeonato Africano de Taekwondo de 2003, en la categoría de –54 kg.

## Palmarés internacional
| Campeonato Africano | Campeonato Africano | Campeonato Africano | Campeonato Africano |
| Año                 | Lugar               | Medalla             | Categoría           |
| ------------------- | ------------------- | ------------------- | ------------------- |
| 2003                | Abuya (Nigeria)     | Medalla de plata    | –54 kg              |